# 1942 في فلسطين الانتدابية
أحداث عام 1942 في الانتداب البريطاني على فلسطين.

## أصحاب المناصب
- المفوضية السامية-السير هارولد ماكمايكل.
- إمارة شرق الأردن- عبد الله بن الحسين.
- رئيس وزراء شرق الأردن- توفيق أبو الهدى.

## الأحداث
- يناير - عصابة شتيرن تقتل عضوين في الهستدروث .[1]
- 12 فبراير/ شباط - اغتيال أبراهام شتيرن ، زعيم جماعة ليحي الصهيونية السرية، على أيدي ضباط المخابرات البريطانية، الذين اقتحموا الشقة التي يختبئ فيها في تل أبيب، وربطوه وأطلقوا النار عليه.
- 24 فبراير - نسف وإغراق سفينة ستروما، التي كانت تنقل اللاجئين اليهود من رومانيا المتحالفة مع دول المحور إلى فلسطين بواسطة الغواصة السوفيتية Shch-213، مما أسفر عن مقتل ما لا يقل عن 768 مدنيًا، وربما ما يصل إلى 791، من بينهم 785 يهوديًا.
- أيار (مايو) - افتتاح محطة الحافلات المركزية في تل أبيب للجمهور.
- 6-11 مايو - عقد مؤتمر بيلتمور في مدينة نيويورك في فندق بيلتمور المرموق بحضور 600 مندوب وزعماء صهيونيين من 18 دولة، والذي يشكل خروجًا جوهريًا عن السياسة الصهيونية التقليدية ويطالب "بتأسيس فلسطين كدولة يهودية" (دولة) وليس "وطن". هذا يحدد الهدف النهائي للحركة.
- 2 أغسطس - البريطانيون يشكلون الفوج الفلسطيني المكون من كتيبة عربية وثلاث كتائب يهودية. في البداية، يشارك الفوج بشكل أساسي في مهام الحراسة في مصر وشمال إفريقيا. كما يريد البريطانيون تقويض جهود الحاج أمين الحسيني الذي يعمل على الحصول على دعم عربي لدول المحور ضد الحلفاء.

## تاريخ غير معروف
- تأسيس حزب إيهود، وهو حزب سياسي يهودي.

## الولادات البارزة
- 21 كانون الثاني (يناير)- يغئال بيبي، سياسي إسرائيلي.
- 12 شباط (فبراير)- إيهود باراك، رئيس أركان الجيش الإسرائيلي الثالث عشر ورئيس الوزراء الإسرائيلي الأسبق.
- 28 شباط (فبراير)- دوريت بينيش، فقهية إسرائيلية، رئيسة المحكمة العليا الإسرائيلية.
- 2 آذار/مارس- مئير أرييل، مغني وشاعر إسرائيلي (توفي عام 1999).
- 19 مارس- ران كورين جنرال إسرائيلي وطيار حربي.
- 16 نيسان/أبريل- عالم الرياضيات الإسرائيلي تسفي أراد (توفي 2018)
- 28 أيار/مايو- إليعازر ريفلين، قاضٍ إسرائيلي، قاضٍ في المحكمة العليا الإسرائيلية.
- 6 حزيران (يونيو)- جدعون توري، باحث إسرائيلي (توفي عام 2016).
- 4 تموز (يوليو)- ميخا رام، ضابط إسرائيلي، قائد البحرية الإسرائيلية (توفي 2018)
- 4 يوليو - أوريل ريتشمان، سياسي إسرائيلي وأستاذ القانون، مؤسس مركز هرتسليا متعدد التخصصات
- 6 آب/أغسطس- رون ناخمان، سياسي إسرائيلي، مؤسس ورئيس بلدية أرئيل الأول (توفي 2013)
- 24 آب - روفين غال، عالم نفس إسرائيلي.
- 1 أيلول - مايكل بن يائير، الحقوقي الإسرائيلي، النائب العام الإسرائيلي
- 2 سبتمبر- يوسي فاردي، رائد أعمال إسرائيلي.
- 19 تشرين الثاني (نوفمبر)- أميهاي مزار، عالم آثار إسرائيلي.
- 7 كانون الأول (ديسمبر)- إيهود قلعي، منظّر الألعاب الإسرائيلي الأمريكي.
- التاريخ الكامل غير معروف
  - إيتامار رابينوفيتش، دبلوماسي إسرائيلي

## الوفيات

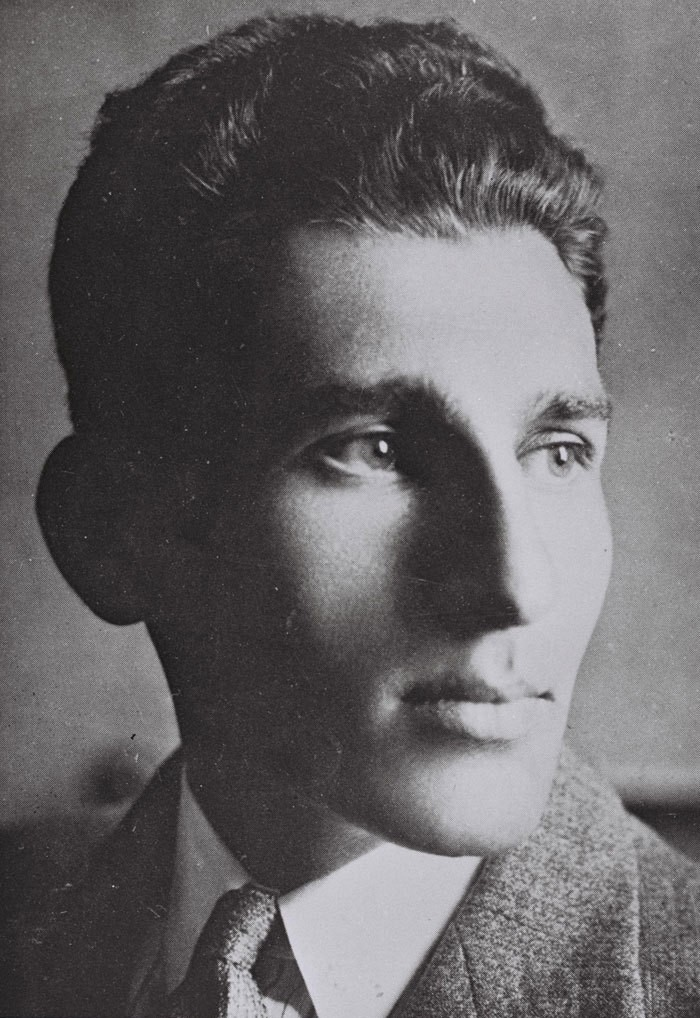
أبراهام شتيرن

- 3 كانون الثاني (يناير) - تُوفي بنحاس روتنبرغ (مواليد 1879) يهودي فلسطيني أوكراني المولد ومؤسس شركة الكهرباء الفلسطينية.
- 12 فبراير -تُوفي أبراهام شتيرن (مواليد 1907)، يهودي فلسطيني بولندي المولد وكان زعيم حركة شتيرن.